# 白腰草鹬
白腰草鹬（学名：Tringa ochropus）为鹬科鹬属的鸟类。是一種生活在舊大陸的小型涉禽（岸鳥）。在中国大陆，分布于华北和华南等地。该物种的模式产地在瑞典。

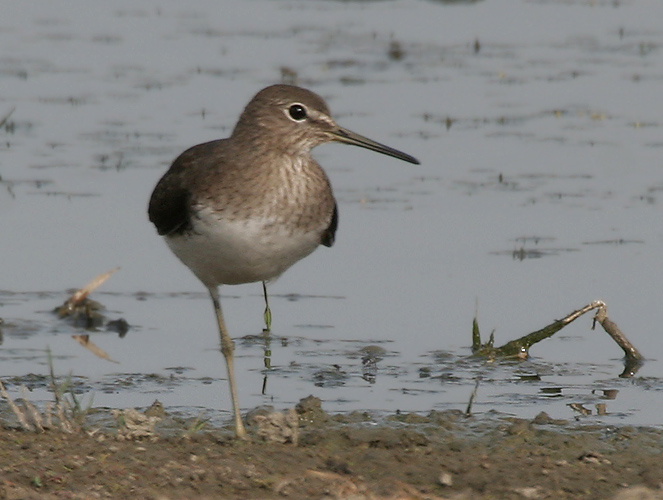
冬季成鳥, 攝於 哈里亞納邦, (印度)

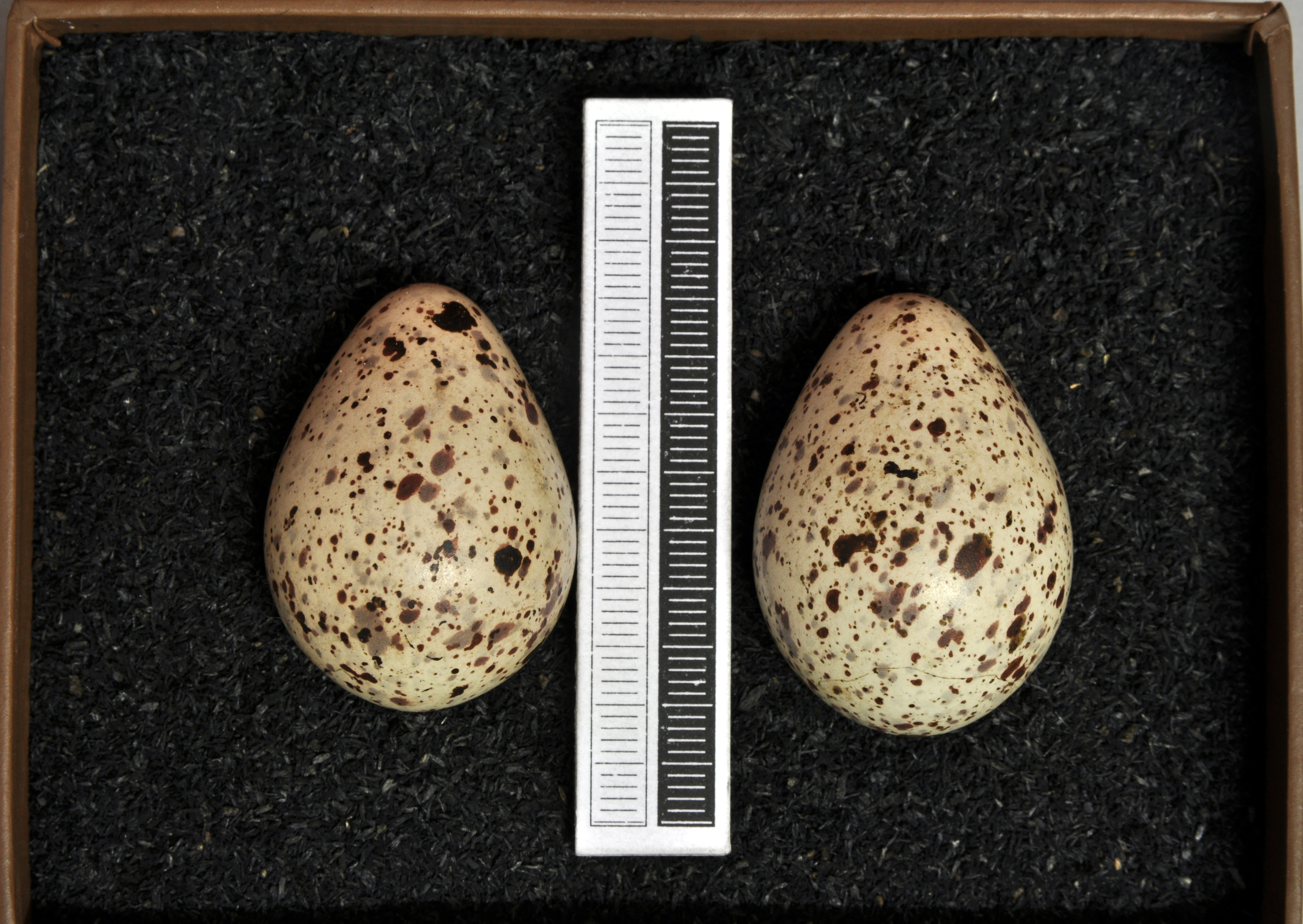
蛋, 收藏於威斯巴登博物館

白腰草鷸代表了屬於鷸屬（Tringa）的一個古老譜系，其唯一的近親是斑鷸（T. solitaria）。它們的翅膀呈棕色，帶有少量光亮的小斑點，頸部和胸部的花紋精緻而對比鮮明。此外，與大多數鷸科鳥類不同，這兩個物種都在樹上築巢。
考慮到它在鷸屬（Tringa）中處於基群的位置，因此有關該物種與磯鷸（A. hypoleucos）的姊妹屬磯鷸屬（Actitis）之間的混種疑似案例已被報導，這並不令人意外。

## 分類
白腰草鷸由瑞典博物學家卡爾·林奈於1758年在其自然系統的第十版中以當前的雙名Tringa ochropus物種描述。屬名Tringa是烏利塞·阿爾德羅萬迪於1599年根據古希臘語trungas賦予白腰草鷸的新拉丁語名稱，該名稱指的是亞里士多德提到的一種鶇大小的白臀、會點頭的涉水鳥。種小名ochropus來自古希臘語okhros，意思是“赭色”，以及pous，意思是“腳”。這是一個單型種：未被承認有任何亞種。

## 描述
這種鳥類是一種相當圓胖的涉禽，具有深綠褐色的背部和翅膀、灰色的頭部和胸部，其他部分則為白色。背部有不同程度的白色斑點，繁殖期成鳥的斑點最為明顯，而冬季和幼鳥的斑點較少。腿和短喙均為深綠色。
在飛行時，它十分顯眼且具有典型的花紋，翅膀上下均為深色，臀部則為亮白色。這個特徵可靠地將它與稍小但其他方面非常相似的北美斑鷸（T. solitaria）區分開來。
飛行時，牠會發出特有的三音哨聲。

## 分佈與遷徙
白腰草鷸在亞北極的歐洲和東部古北區繁殖，是一種遷徙性鳥類，冬季棲息於南歐、印度次大陸、東南亞和熱帶非洲。牠的食物是沿著選擇的池塘邊緣穩定地活動時從泥土上拾取的小型無脊椎動物。
這不是一種群居性鳥類，但有時在合適的覓食區域會有少量聚集。白腰草鷸是一種非常喜歡淡水的鳥類，常常出現在其他涉禽喜愛的視野開闊地區中。

## 繁殖
牠在其他物種的舊巢中產下2至4顆蛋，例如田鶇（Turdus pilaris）。卵約需三週時間孵化。

## 現狀
白腰草鷸分佈廣泛且數量不少，國際自然保護聯盟（IUCN）未將其列為全球範圍內的瀕危物種。牠是非歐亞遷移性水鳥協定（AEWA）適用的物種之一。